# Casa Tarín
La casa Tarín está situada en la calle Pascual y Genís número 2 de la ciudad de Valencia (España). Se trata de una edificación residencial de estilo modernista valenciano construida en el año 1911.

## Edificio
Fue construido por el arquitecto valenciano Vicente Rodríguez Martín en 1911. El arquitecto lo construyó después de la Exposición Regional Valenciana de 1909 y 1910 por lo que es posible que se viese influido por el estilo de los edificios modernistas de la exposición, que aun no habían sido derribados.
Consta de planta baja, cuatro alturas y ático. Su disposición semicircular le permite disfrutar de un amplio mirador acristalado. En su decoración se pueden encontrar motivos de la corriente modernista vienesa Sezession con otros de tendencia neo-barroca.
El edificio fue restaurado en el año 2000 para albergar la sede de Caixa Catalunya en la Comunidad Valenciana con un presupuesto de más de 3 millones de euros. Antiguamente fue la sede del desaparecido Banco de la Exportación y fue reformado varias veces, lo cual había deteriorado el aspecto original del edificio.
Después de la quiebra y nacionalización de Caixa Catalunya y la posterior adquisición de la entidad en 2014 por BBVA, el edificio pasó a ser propiedad de esta última entidad bancaria.